# قسم تشالدران الشمالي الريفي (مقاطعة تشالدران)
قسم تشالدران الشمالي الريفي (بالفارسية: دهستان چالدران شمالی) هي منطقة سكنية تقع في قسم في إيران. يقدر عدد سكانها بـ 7,286 نسمة .